# Róbinson Zapata
Róbinson „Rufay” Zapata Montaño (ur. 30 września 1978 we Floridzie) – piłkarz kolumbijski grający na pozycji bramkarza, zawodnik Independiente Santa Fe.
Do Galatasaray przybył w 2011 roku ze Steauy Bukareszt. Wcześniej występował w takich klubach jak: Cúcuta Deportivo, América Cali, Real Cartagena, CA Rosario Central, CA Independiente, CA Belgrano i Deportes La Serena.
Z reprezentacją Kolumbii brał udział w Copa América 2007.